# 東京ヴィヴァルディ合奏団
株式会社東京ヴィヴァルディ合奏団（とうきょうヴィヴァルディがっそうだん、英語：Tokyo Vivaldi Ensemble Co.,Ltd.）は、東京都港区に拠点を置くプロの室内合奏団。1961年に創立、指揮者を置かない全員男性奏者による弦楽と鍵盤楽器（チェンバロ）による基本12名(フル編成／ヴァイオリン3＋3、ヴィオラ2、チェロ2、コントラバス1、鍵盤楽器1)編成。略称はTVE(ティーブイイー）。アントニオ・ヴィヴァルディを中心としたイタリア・バロックから近代・現代の作曲家、また委嘱作品までをレパートリーとし、世界初演も多い。中でもヴィヴァルディの遺した膨大な数のヴィルトゥオーゾ作品を紹介することも重視している。
1985年より音楽監督の渡部宏（チェリスト）が中心となり、方向性の確立をめざす。以降、コンサートマスターは客員としている。
国内外より奏者をゲストソリストに招き、若手の登用と育成にも重点を置く。以降、重厚なイタリアンバロックサウンド、自由性をもった音楽表現の濃やかさを特徴に持つ。
キャッチコピーは「～さらなる音の拡がりと夢を求める～」。

## 組織
- 日本ヴィヴァルディ協会
初代会長に戸口幸策、名誉会長はイタリア合奏団創始者のジョヴァンニ・グリエルモ(Giovanni Guglielmo)が務め、ヴィヴァルディの研究および資料整理などとともに合奏団の後援を目的とした組織。
- 東京ヴィヴァルディ合奏団会員（TVE会員）
特別会員・法人賛助会員・個人賛助会員・定期会員・ファンクラブ会員、それぞれの特性を持つ会員制度。協会同様に合奏団の後援を目的とする。

## 理念
流行に迎合せず流されることのない真摯な音作り、正統派でありつつ常にチャレンジする姿勢を持ち、上質な演奏会を堅持し提供することとしている。確かな演奏技術の上に、作曲家及び作品に対する尊敬と理解を持ち、生きた音色・音楽を演奏者自身の理念とし、聴き手に「期待と夢に膨らむ魅力を感じられる演奏会」として届ることを目指し続けることとしている。

## コンサート活動
ニューイヤーコンサート〈新春は『四季』を聴きたい〉、春・秋の定期演奏会、リクエストを中心にした「名曲選」、クリスマス・コンサート、イタリア文化会館における”Viva Vivaldi!!"、その他「ヴァレンタイン・コンサート」「串田孫一　音楽の絵本ファンタジー」などの特別コンサートを企画して活動。また、全国各地でのコンサート、合唱共演コンサート、学校教育音楽鑑賞会などの活動を展開している。近年には東京ヴィヴァルディ管弦楽団の活動も活発となる。

## 沿革
- 1961年、東京藝術大学の弦楽器奏者が中心となり創立。
- 1971年、ヨーロッパ公演。
- 1973年、ヨーロッパ公演。
- 1988年、ニューイヤーコンサート〈新春は『四季』を聴きたい〉を開始。
- 2000年、クリスマスコンサートを開始。
- 2001年、創立40周年記念、外山雄三 作曲『組曲「弓の月」〜東京ヴィヴァルディ合奏団のための〜』を委嘱。　　　　　　　　　　　　　　　　　　　　　　　　 同記念CD『オール・ヴィヴァルディ・プログラム』をリリース。　、
- 2005年、ボリス・ポレーナ作曲『チェンバロ協奏曲〜東京ヴィヴァルディ合奏団のための』を委嘱・世界初演。
- 2006年、創立45周年記念に合奏団の2匹のねこロゴ(チェリスト・画家の雨田光弘による作品)を一般公募により「ルディ」と「ヴィーヴァ」に命名。同記念、音楽監督・渡部宏CD「鳥の歌」～無伴奏チェロ作品集～をリリース。
- 2008年10月 「株式会社 東京ヴィヴァルディ合奏団」として法人化。
- 2010年、イタリア文化会館にて、様々なイタリア作品をメインとするVivaVivaldi!!(ヴィヴァ ヴィヴァルディ！！）コンサートを開始。
- 2011年､  創立50周年記念公演を開催。
- 2021年、創立60周年記念公演を開始。

## CD
- 『オール・ヴィヴァルディ・プログラム』
- 『ヴィヴァルディ：ヴァイオリン協奏曲「お気に入り」 』ヴァイオリン独奏：ジョヴァンニ・グリエルモ  (2018年にハイレゾリューションで再発売)
- 『弦楽のためのアダージョ』ヴァイオリン独奏：エフゲーニ・クテッィク

すべて、マイスター・ミュージック より発売

## 音楽監督
- 渡部宏　チェロ